# Rennrodel-Weltcup 1983/84
Die Weltcupsaison 1983/84 im Rennrodeln begann am 17. Dezember 1983 im damals jugoslawischen Sarajevo  und endete am 4. März 1983 in Oberhof in der DDR. Weitere Saisonhöhepunkte waren die Rennrodel-Wettbewerbe bei den Olympischen Winterspielen 1984 in Sarajevo sowie die Rennrodel-Europameisterschaften  im italienischen Olang.
Gesamtweltcupsieger wurden bei den Frauen Steffi Martin, bei den Männern Michael Walter und bei den Doppelsitzern das Duo Jörg Hoffmann/Jochen Pietzsch. Alle Athleten kamen aus der DDR.
Die Saison wurde an fünf Weltcupstationen ausgetragen.

## Weltcupergebnisse
| Datum                 | Ort          | Disziplin     | Sieger                               | Zweiter                              | Dritter                               |
| --------------------- | ------------ | ------------- | ------------------------------------ | ------------------------------------ | ------------------------------------- |
| 17./18. Dezember 1983 | Sarajevo     | Einsitzer (F) | Bettina Schmidt                      | Steffi Martin                        | Natalja Lissiza                       |
| 17./18. Dezember 1983 | Sarajevo     | Einsitzer (M) | Juri Chartschenko                    | Sergej Danilin                       | Michael Walter                        |
| 17./18. Dezember 1983 | Sarajevo     | Doppel (M)    | Jewgeni Beloussow Alexander Beljakow | Georg Fluckinger Franz Wilhelmer     | Helmut Brunner Walter Brunner         |
| 7./8. Januar 1984     | Hammarstrand | Einsitzer (F) | Bettina Schmidt                      | Ute Weiss                            | Steffi Martin                         |
| 7./8. Januar 1984     | Hammarstrand | Einsitzer (M) | Michael Walter                       | Jörg Hoffmann                        | Markus Prock                          |
| 7./8. Januar 1984     | Hammarstrand | Doppel (M)    | Jörg Hoffmann Jochen Pietzsch        | Volker Sotzmann Volker Dietrich      | Bernhard Kammerer Sebastian Ellecosta |
| 14./15. Januar 1984   | Imst         | Einsitzer (F) | Mária Jasenčáková                    | Sybille Hoherz                       | Andrea Hatle                          |
| 14./15. Januar 1984   | Imst         | Einsitzer (M) | Paul Hildgartner                     | Norbert Huber                        | Torsten Görlitzer                     |
| 14./15. Januar 1984   | Imst         | Doppel (M)    | Hans-Joachim Menge Detlef Bertz      | Hansjörg Raffl Norbert Huber         | Thomas Schwab Wolfgang Staudinger     |
| 25./26. Februar 1984  | Königssee    | Einsitzer (F) | Steffi Martin                        | Bettina Schmidt                      | Ute Weiss                             |
| 25./26. Februar 1984  | Königssee    | Einsitzer (M) | Paul Hildgartner                     | Michael Walter                       | Juri Chartschenko                     |
| 25./26. Februar 1984  | Königssee    | Doppel (M)    | Rene Keller Lutz Kühnlenz            | Jewgeni Beloussow Alexander Beljakow | Jörg Hoffmann Frank Trebess           |
| 3./4. März 1984       | Oberhof      | Einsitzer (F) | Steffi Martin                        | Jutta Garbe                          | Bettina Schmidt                       |
| 3./4. März 1984       | Oberhof      | Einsitzer (M) | Michael Walter                       | Sergej Danilin                       | Juri Chartschenko                     |
| 3./4. März 1984       | Oberhof      | Doppel(M)     | Jörg Hoffmann Jochen Pietzsch        | Rene Keller Lutz Kühnlenz            | Georg Fluckinger Franz Wilhelmer      |

## Weltcupstände

### Frauen
| Rang | Rodlerin           | Land        |
| ---- | ------------------ | ----------- |
| 1.   | Steffi Martin      | DDR         |
| 2.   | Bettina Schmidt    | DDR         |
| 3.   | Ute Weiss          | DDR         |
| 4.   | Marie-Luise Rainer | Italien     |
| 5.   | Natalja Lissiza    | Sowjetunion |
| 5.   | Ingrīda Amantova   | Sowjetunion |
| 5.   | Andrea Hatle       | BRD         |

### Männer
| Rang | Rodler              | Land        |
| ---- | ------------------- | ----------- |
| 01.  | Michael Walter      | DDR         |
| 02.  | Norbert Huber       | Italien     |
| 03.  | Juri Chartschenko   | Sowjetunion |
| 04.  | Sergej Danilin      | Sowjetunion |
| 04.  | Gerhard Sandbichler | Österreich  |
| 06.  | Paul Hildgartner    | Italien     |

### Doppelsitzer
| Rang | Duo                                  | Land        |
| ---- | ------------------------------------ | ----------- |
| 01.  | Jörg Hoffmann/Jochen Pietzsch        | DDR         |
| 02.  | Georg Fluckinger/Franz Wilhelmer     | Österreich  |
| 03.  | Hansjörg Raffl/Norbert Huber         | Italien     |
| 04.  | Rene Keller/Lutz Kühnlenz            | DDR         |
| 04.  | Jewgeni Beloussow/Alexander Beljakow | Sowjetunion |
| 06.  | Günther Lemmerer/Franz Lechleitner   | Österreich  |